# Hreceanivka, Snihurivka
Hreceanivka (în ucraineană Гречанівка) este un sat în comuna Barativka din raionul Snihurivka, regiunea Mîkolaiiv, Ucraina.

## Demografie
Componența lingvistică a localității Hreceanivka
     Ucraineană (81,58%)
     Rusă (18,42%)
Conform recensământului din 2001, majoritatea populației localității Hreceanivka era vorbitoare de ucraineană (81,58%), existând în minoritate și vorbitori de rusă (18,42%).